# Краш синдром
Краш синдром је озбиљно медицинско стање, узроковано дејством прекомерне силе на групу мишића у дужем временском периоду, са системским манифестацијама. Због снажне компресије (прикљештења) удова или других делова тела, која је трајала довољно дуго, настаје значајан поремећај или прекид циркулације (проток) крви са последичном некрозом ткива. Постоје и други, мада веома ретки узроци овог синдрома као што су: наследни, инфаркт срца, нека стања у алкохолизму, алкохолизам, узимање неких лекова и неки облици интоксикације (тровања).
Синдром се карактерише појавом шока и акутном бубрежном инсуфицијенцијом, који настају као последица ослобађања токсина, од којих је најважнији миоглобин, из притиском (прикљештењем) оштећених скелетних мишића. Према томе краш синдром поред локалних повреда ткива, које називамо - краш повреда прати и дисфункција органа, међу којима је најзначајнија дисфункција бубрега (акутна бубрежна инсуфицијенција), коју прате метаболички поремећаји; ацидоза (снижење pH у крви и ткивима), хиперкалиемија (увећање нивоа калијума) и хипокалцемија (снижење нивоа калцијума).
Синдром карактеришу врло јасни клинички симптоми који се лако препознају. Дијагноза се поставља на основу клиничке слике и лабораторијских анализа као што су БУН, диуреза, серумски ЦПК итд.
Најједноставнији и уједно најефикаснији начин раног лечења синдрома је дати болеснику да пије што више течности. Интравенска надокнада течности је обавезна. Хируршким дебридманом треба што пре уклонити некротично и девитализовано ткиво. Ако постоји анурија, потребна је ургентна примена дијализе.

## Називи
Краш синдром • Трауматска рабдомиолиза • Синдром прикљештења мишића • Исхемијска некроза мишића • Ерик Бајвотерсов синдром

## Историја
Француз Андре Лери (војни хирург Напоелона Бонапарте) 1812. описао је први случај гангрене код жртве отроване угљен-моноксидом.
У Двадесетом веку први случајеви краш синдрома и акутне бубрежне инсуфицијенције описани су након земљотреса 1908. у Месини (Сицилија), и у војној медицинској литератури у Немачкој, током Првог светског рата, код војника затрпаних у рововима након гранатирања.

Код повређених са знацима бубрежне инсуфицијенције, током бомбардовања Лондона у Другом светском рату, на обдукцији, након њихове смрти, откривене су промене у бубрежним каналима изазване миоглобинуријом. Међутим, у то време однос између масивних повреда мишића и акутне бубрежне инсуфицијенције није био познат лекарима, као краш синдромом, па су се његово проучавање заинтересовали Лондонски лекари Ерик Бајвотерс и Дезмонд Бејл. Овако како су ова двојица лекара описали краш синдром у својим истраживањима којим је било обухваћено 16 цивилних жртава бомбардовања Лондона 1941. године:
У току Корејског рата такође је приказан велики број повређених са знацима краш синдрома, а нешто касније и у многим другим ратовима у Свету.
Улога миоглобина у развоју бубрежних компликација код краш синдрома и других поремећаја први пут је описан у експерименталним студијама у раним 1940.-тим. Следе бројни извештаји (и клиничке студије на животињама) почев од првих истраживања Ерика Бајвотерса, који миоглобинурију идентификовао као разлог за отказивање бубрега.

## Епидемиологија
Краш синдром најчешће се развија у току земљотреса, цунамиа, лавина, ратних дејстава, терористичких дејстава и задесних индустријских и саобраћајних катастрофа, настају прикљештења људи.
Као последица излагања тела механичком притиску разних структура (затрпавање или прикљештење) након бомбардовања, експлозије, природних непогода итд, настају прво;
- краш повреде — локализована пригњечења тела, која касније прелазе у,
- краш синдром — системски поремећај у организму.

|                       |                         |        |                          |
| Ударни талас Цунамиjа | Прикљештења Земљотресом | Лавина | Масовно рушење објеката. |

Претходна искуства са земљотресима који су изазвали велика структурна оштећења, показала су да је;
- број преживелих, извучених из срушених зграда од 10 до 60%
- око 20% преживелих упућује се на болничко лечење
- инциденца краш синдрома код упућених на болничко лечење је од 2 до 20%.
- око 50% или 1-10% од укупног броја прикљештених је са знацима акутне бубрежна инсуфицијенције а код преко 50% је потребна фасциотомија
- око 0,1 до 2% завршава на дијализи до краја живота,
- у преко 50% случајева краш синдрома са знацима акутне бубрежне инсуфицијенције спроведена је дијализа.
- најчешће погођене регије тела код краш повреда су;

- доњи удови (око 74%),
- горњи удови (око 10%),
- труп (9%)

Искуства објављена у Свету приказују и следеће податке;
- До 85% повређених са тешким повредама може доживети одређени степен рабдомиолизе, а око 15% болесника са рабдомиолизом може доживети акутну бубрежну инсуфицијенцију као компликацију, мада бројке варирају између појединих студија.

- Рабдомиолиза је значајан узрок акутне бубрежна инсуфицијенција, и она се јавља код око 25% случајева са рабдомиолизом.

- У 18-то годишњој студији која је обухватила период од 1988. - 2005. године, код 217.000 повређених у разним несрећама у Свету, краш повреде задобило је 1900 лица. Од тог броја због рабдомиолизе (праћеном акутним застојем бубрежне функције) дијализи је подвргнуто 1200 повређених.[11]

## Патофизиологија
Патофизиологија краш синдрома почиње са прикљештењем-краш повредом мишића и изумирањем мишићних ћелија. На почетку поремећаја три механизма су одговорна за смрт мишићних ћелија:

### Непосредно прикљештење попречно пругастих (скелетних) мишића
Механичка сила у току краш повреде гњечи и прекида континуитет мишићних влакана. Иако је учинак тренутан, овај механизам је најмање важан за настанак поремећаја.

### Директан притисак на мишићне ћелије
Краш повреда, јаким притиском у мишићним ћелијама изазива појаву исхемије. Ћелије прелазе на анаеробни метаболизам, који доводи до стварање велике количине млечне киселине.
Продужено трајање исхемије у даљем току поремећаја изазива стварање пукотина на ћелијској мембрани.. Овај процес се дешава у току првог часа након краш повреде.

### Поремећај циркулације
Како краш повреда притискајући ткива истовремено врши и притисак на велике крвне судове, који сужава њихов промер и изазива поремећаје у снабдевању крвљу мишићног и других ткива.
Нормално мишићно ткиво, пре настанка смрти мишићних ћелија, може да издржи након повреде око 4 часа без протока крви („исхемија топлог времена„). Након тога времена, ћелије почињу да умиру, јер као последица поремећаја циркулације крви у њима настаје пратећа хипоксија.

### Ослобађање супстанци из повређеног мишића
Као последица напред наведеног механизма, повређена мишићна ткива продукују и отпуштају један број отровних супстанци (токсина)у општу циркулацију. Сила притиска која делује на мишиће, на почетку краш повреде заправо служи као „заштитни механизам”, који спречава продор отровних супстанце-токсина у системску циркулацију.
Када се повређени извуче испод рушевина, настаје попуштање тог притиска што омогућава да токсини могу слободно да путују кроз циркулацију и испоље системски утицај на тело повређеног. На тај начин се последице краш повреде манифестују и на органима који нису директно оштећени повредом, што условљава прелаз краш повреде из локалног поремећаја у системску промену - краш синдром. Отровне материје-токсини, се могу ослобађати из повређеног дела тела и до 60 часова након задобијене краш повреде.
| Супстанце                                                | Последице-поремећаји |
| Амино киселине и друге органске киселине                 | Доприносе развоју ацидозе, ацидурије и аритмије срца.                                                                                  |
| Креатин фосфокиназа (CK) и други интрацелуларни ферменти | Служе као лабораторијски маркери за дијагнозу краш повреде.                                                                            |
| Слободни радикали, супероксиди, пероксиди                | Настају када се у исхемијска ткива поново уведе у кисеоник и постају, узрок додатног оштећења ткива.                                   |
| Хистамин                                                 | Доводи до вазодилатација (ширења крвних судова), бронхоконстрикција (сужења бронхија).                                                 |
| Млечна киселина                                          | Главни узрочник ацидозе и срчане аритмије.                                                                                             |
| Лизозом                                                  | Слободни-дигестивни фермент који изазива даља оштећења ћелија                                                                          |
| Миоглобин                                                | Таложи се у бубрежним каналима, посебно код појаве ацидозе и ниске (pH) вредност мокраће; и доводи до акутне бубрежне инсуфицијенције. |
| Азот-моноксид                                            | Узрокује вазодилатацију (ширење крвних судова), што само погоршава хемодинамских шок.                                                  |
| Калијум                                                  | Хиперкалиемиа (> 6 mg/dl) узрокује аритмију срца, посебно када је повезана са ацидозом и хипокалцемијом.                               |
| Фосфати                                                  | Хиперфосфатемија (> 6 mg/dl) узрокује снижење нивоа серумског калцијума, и појаву хипокалцемије и аритмије срца.                       |
| Простагландини                                           | Узрокују вазодилатацију (ширење крвних судова) и доводе до оштећења плућа.                                                             |
| Пурини (мокраћна киселина)                               | Могу изазвати даље оштећења бубрега (нефротоксини) и појаву олигурије (< 400 ml/24h).                                                  |
| Тромбопластин                                            | Дисеминована интраваскуларна коагулација (DIK).                                                                                        |

### Акутни бубрежна инсуфицијенција
Повреде мишића, као и њихово оштећење разним другим механизмима, резултира ланчаним механизмом који доводи до изласка јона калцијума у међућелијски простор. Вишак калцијума проузрокује патолошку интерреакцију актина и миозина која се завршава уништењем и некрозом мишићних и влакана
Из оштећених мишића, излази велике количине калијума, фосфата, миоглобина, креатин киназе (CK) и урата у циркулацију. У нормалним околностима физиолошка, концентрација миоглобин у плазми је веома ниска (од 0 до 0,003 mg/dl). Ако је више од 100g скелетних мишића оштећено, долази до засићења серума хаптоглобином. Миоглобин постаје „слободан” што покреће процес његовог филтрирање у бубрезима. Због превелике концентрације миоглобина у бубрежном гломеруларном Филтрату јавља се зачепљење бубрежних каналића што има за последицу оштећења бубрега. Поред механичког дејства на бубрежне каналиће (зачепљење каналића) миоглобин има и директно токсично дејство на ткиво бубрега, што још увећава оштећење бубрега.
Бубрежну токсичност миоглобина описао је Bywaters у својој студији објашњавајући овај поремећај на следећи начин;
| „ | За настанак поремећаја потребна је повећана киселост мокраће (због смањеног волумена течности и поремећеног метаболизма); при киселости урина <5,6, миоглобин се разлаже (дисоцира) на две основне компоненте; глобин (који је нетоксична компонента) и ферихемат (вероватно токсичну компоненту). | ” |

### Остали реперфузијски поремећаји
Излив течности
Кроз оштећену ћелијску мембрану капилара долази до излива интраваскуларне течности која се накупља у међућелијском простору повређеног ткива. Њено накупљање доводи до значајне хиповолемије и на крају до хиповолемијског шока.
Губитак калцијума из повређеног ткива, такође, доприноси појави хипоцалцемије.
Компертмент синдром
Мишићне групе су омотане слојевима омотача мишићног ткива (фасције), које формирају преграде између појединих мишићних група. Када је мишићно ткиво у тим групама изложено накупљању течности (отоку-едему), притисак у њима расте, што доводи до погоршања исхемије и даљег оштећења мишића. Такође, настаје и поремећај у раду крвних судове или живаца који пролазе кроз повређени одељак.

## Клиничка слика и дијагноза
После ослобађања прикљештених делова тела постоји слободан временски интервал у трајању од неколико часова, када се повређена особа осећа релативно добро. Након тога развија се оток и пад температуре повређеног уда са ослабљеним пулсом или без пулса у њему, и оштећеном функцијом живаца (губитак осећаја).
Нагло ослобађање повређеног уда настаје „реперфузијски-синдромом ” који прати акутна хиповолемија и поремећаји метаболизма.
Из некрозом оштећених мишића (миолиза) ослобађају се токсини, који продиру у системску циркулацију и бубреге и изазивају миоглобинурију (излучивање миоглобина из мишића преко мокраће), што изазива прво смањење (олигуриа) а затим и потпуни прекид (ануриа) излучивања мокраће из бубрега. Ово стање може изазвати нагли настанак шока и смрт којој претходи срчана аритмија.
Ако не наступи смрт у овој фази, након два до пет дана јавља се опште побољшање, али оток на удовима заостаје и појачава се. Након овог периода може доћи до трајног побољшања или поновног погоршања са смртним исходом.
| Знаци                  | Симптоми                                                                                           |
| Промене у изгледу коже | Ливидне боје, сјајна, затегнута, понекад са мехурићима и крвним подливима (слично гасној гангрени) |
| Оток                   | Повређени уд је увећан због отока који се јавља знатно касније.                                    |
| Парализа               | Код краш повреда може изазвати заблуду да се ради о поремећајима кичмене мождине..                 |
| Парестезије            | Све до укочености – зависе од степена оштећења.                                                    |
| Бол                    | Најчешће је изузетно јак.                                                                          |
| Пулс                   | Дистално (ниже) од места повреде пулс је ослабљен или одсутан.                                     |
| Миоглобинуриа          | Мокраћа има тамно црвену или браон боју, што указује на присуство миоглобина.                      |

### Дијагноза
На почетку краш повреда се може манифестовати са јако мало знакова или симптома. што захтева непрекидно праћење кретање здравственог стања повређеног. Свако кашњење у терапији може имати утицај на исход лечења, а краш синдром лекар мора предвидети, тако да лечење започне пре него што се појаве симптоми.
На краш синдром након повреде треба посумњати у болесника са одређеном врстом повреде. Већина повређених код којих се развија синдром имају широко захваћени део тела, као што су доњи удови и/или карлица (обично је повредом захваћена регија, више од само једне руке или ноге). Такође, сила нагњечења мора дејствовати одређено време пре него што се може појавити краш синдром. Синдром се може развити после 1 часа код тешких краш повреда, али обично је за његов настанак потребно од 4 до 6 часова притиска (нагњечења) да би се овај процес покренуо.
У дијагностици краш повреда користе се следеће методе:
- ЕКГ у циљу праћена утицаја хиперкалијемије на рад срца,
- Лабораторијске анализе крви и мокраће: ЦПК, електролити, БУН, миоглобин, натријум, калијум, калцијум итд,
- Мерење компартмент притиска у мишићима повређеног уда, у циљу његовог правовременог растерећења,
- Мерење количине излучене мокраће (24 часовна диуреза) у циљу повећања количине излучене мокраће
- Радиографија, компјутеризована томографија, доплер крвних судова итд., у циљу дијагностике повреда и стања крвних судова, повређених удова и бубрега.

## Диференцијална дијагноза
Клиничка слика краш синдрома може бити слична са следећим болестима;
- Тумори праћени синдромом разградње мишића
- Топлотни удар
- Рабдомиолиза (неки облици)
- Електрична повреда, изазван струјом високог напона (> 1000 волти)

## Терапија

### Опште мере
Жртву краш повреде, на почетку лечења, треба третирати као и сваку другу политрауматизовану особу, на основу прописаних медицинских процедура за лечење ових врста повреда.
Дисајни путеви повређеног све време збрињавања морају бити проходни и заштићени од прашине и контаминације. Адекватна вентилација плућа се спроводи, разним методама спонтаног и асистираног дисања и одржава заједно са адекватном оксигенацијом, уз штедљиву и рационалну употребу кисеоника, због често недовољних залиха овог гаса у масовним катастрофама.
Циркулација код повређеног мора бити подржана свим расположивим методама као и борба против шока.
Лечење мора да започне још на месту повређивања, пре него се болесник ослободи пригњечења.

### Интравенска примена течности
Ослонац на почетку лечења краш повреда мора бити интравенска примена течности, било због постојеће дехидрације или због спречавања губитка течности, која треба да буде коригована. Количину течности у организму повређеног треба што пре вратити у нормалу, што може захтевати и више литара, пре било каквог уклањања компресије (рушевина) са тела болесника.
Вишеструке интравенске линије су одговарајући начин брзе надокнаде течности, јер повређени захтевају велике количине течности, а често је капацитет једне линије недовољан а потребна је и чешћа измена појединих врста раствора како не би дошло поремећаја у метаболизму калијума.
Нормални физиолошки раствор је добар иницијални избор.
Када се са повређеног уклони компресија, која је изазвала пригњечење, изузетно је важно да се одржи висок ниво излучивања мокраће. Постављањем Фолијевог катетера у мокраћни канал, могуће је тачно мерење количине излучене мокраће, као и њене  вредности. Излучивање мокраће у количини од 8 лит./дан, обезеђује задовољавајући pH и излучивање мокраћне киселине и миоглобина.

### Примена натријум бикарбонат
Примена натријум бикарбонат измениће постојећу ацидозу (киселост) која је често присутна код краш синдрома. То је један од првих корака у лечењу хиперкалијемије. Такође применом бикарбоната, повећава се pH мокраће, чиме се убрзава елиминација миоглобин из бубрега. И са применом бикарбоната, у зависности од тежине повреде, започиње се пре него што се жртве краш повреда ослободе компресије (пригњечења).

### Лечење хиперкалијемије
Осим натријум-бикарбоната, у лечењу хиперкалијемије примењују се, зависно од тежине повреде и следећи лекови и мере;
- Инзулин и глукоза.
- Калцијум - интравенски код појаве дисритмија.
- Бета-2 агонисти - албутерол, метапротеренол сулфат (Алупент), итд
- Калијумове-смоле, као што су натријум сулфонат полистирен (Kayexalate)
- Дијализа, посебно у болесника са акутном бубрежном инсуфицијенцијом.[25][26]

### Алкална диуреза
Повређени са краш синдромом треба да измокравају најмање 300 ml/h мокраће са pH већим од 6,5. Ово се постиже интравенском применом течности, манитола и натријум бикарбоната.

### Интравенска примена манитола
Интравенска примена манитола штити бубреге од појаве рабдомиолизе, додатно повећава волумен течности и контрактилност срца.

### Обрада рана
Ране се обавезно чисте, уз дебридман и прекривају стерилним повескама.
Повређени удови се одговарајућим удлагама имобилишу, а евентуалне инфекција ране спречава интравенском применом антибиотика, а болови аналгетицима.

### Хипербарични кисеоник
Бројне студије извештавају о успешној примени хипербаричног кисеоника у побољшању исход лечења жртава краш синдрома. У краш повредом захваћеном уду долази до убрзане фагоцитне активности неутрофила и моноцита као имунолошки одговор на масивну некрозу, појаву токсина и пратећу инфекцију у нагњеченој мускулатури. У току фагоцитне активности у неутрофилима се вишеструко повећава потрошња кисеоника, а истовремено због поремећеног метаболизма јавља се и појава слободних кисеоничких радикала (супероксида, пероксида итд). Доказано је да величина продукције, токсичних слободних радикала, у неутрофилима директно зависи од расположиве количине кисеоника.
Примена ХБОТ огледа се у томе што она блокира активност неутрофила и повећава проток крви у пост-исхемичном ткиву скелетних мишића након исхемије у трајању од 4 часа, (што је најчешће случај код краш повреде) и позитивно утиче на смањену продукцију токсина и реперфузију у скелетним мишићима.
Једини проблем у примени ове методе је ограничени број хипербаричних комора које у случају масовних катастрофа не могу да обезбеде довољне капацитете, а и многе болнице, не поседују ову опрему.

### Ампутација
Ампутација на терену треба да се користи само као последње средство. То може бити метода спасавања само за повређене чији је живот у непосредној опасности због дејства разних опасних материјала или ако се не могу извући на било који други начин. Ампутација обављена на месту повреде знатно повећава ризик инфекције и крварења.

### Фасциотомија
Примена фасциотомије је сложен поступак, који може додатно да изложи повређеног ризику инфекције и крварењу.
Фасциотомијом се растерећује пораст притиска у мишићима изазван изливом течности и едемом, али се затворена повреда, претвара у отворену са великим ризиком инфекције и сепсе.
Неколико студија показује лошији исход опоравка код болесника који су лечени фасциотомијом у односу на остале повређене код којих она није примењена.
Примена фасциотомије је корисна само у спречавању исхемијских контрактура. У Израелу, фасциотомија се примењује као последње средство лечења у случајевима неуспешне интравенске употребе манитола.

## Компликације
Смртност као последица краш синдрома креће се од 0% до 60% (јако се разликује у извештајима). У земљотресима, смрт настаје као директна последица краш повреде главе и трупа.
Смртност се повећава са;
- годинама старости: особе >50 година умиру чешће,
- хроничним болестима : особе које су у моменту прикљештења боловале од хроничних болести умиру чешће
- трајањем прикљештења:дуже трајање већа смртност (готово да нема преживелих после 5 дана)